# Българи в Норвегия
Българите в Норвегия (на норвежки: Bulgarere i Norge) са етническа група, която не присъства при преброяването на населението в страната. Според официални данни българските граждани в страната през 2019 г. са около 7 хил. души, като съставляват около 0,13% от населението на Норвегия.

## Култура
В Норвегия функционират:
- Българска православна община „Св. св. Кирил и Методий“, Осло. (от 1993 г.) Тя е част от Българската източноправославна епархия в Западна и Средна Европа към Българската православна църква. Богослуженията се извършват в гръцката църква „Св. Николай“ в Осло. Свещеник е ставрофорен иконом Ангел Петрунов.[3]
- Българо-норвежко дружество, Осло. (от 2007 г.) Създадено от група българи и норвежци. Основна цел която си поставя е съхраняването на българската култура и традиции, развитие на културното и социалното сътрудничество между България и Норвегия, подпомагане процеса на интеграция на сънародниците ни в Норвегия. (bgnor.org)
- Българско училище „Родна реч“, Осло. (от 2016 г.) Културно-просветно сдружение „Родна реч“ (bgschool.no)

## Личности
Етнически българи родени в Норвегия: 
- Радка Тонеф (25 юни 1952, Осло – 21 октомври 1982, Осло), джаз певица